# Dżuma racza

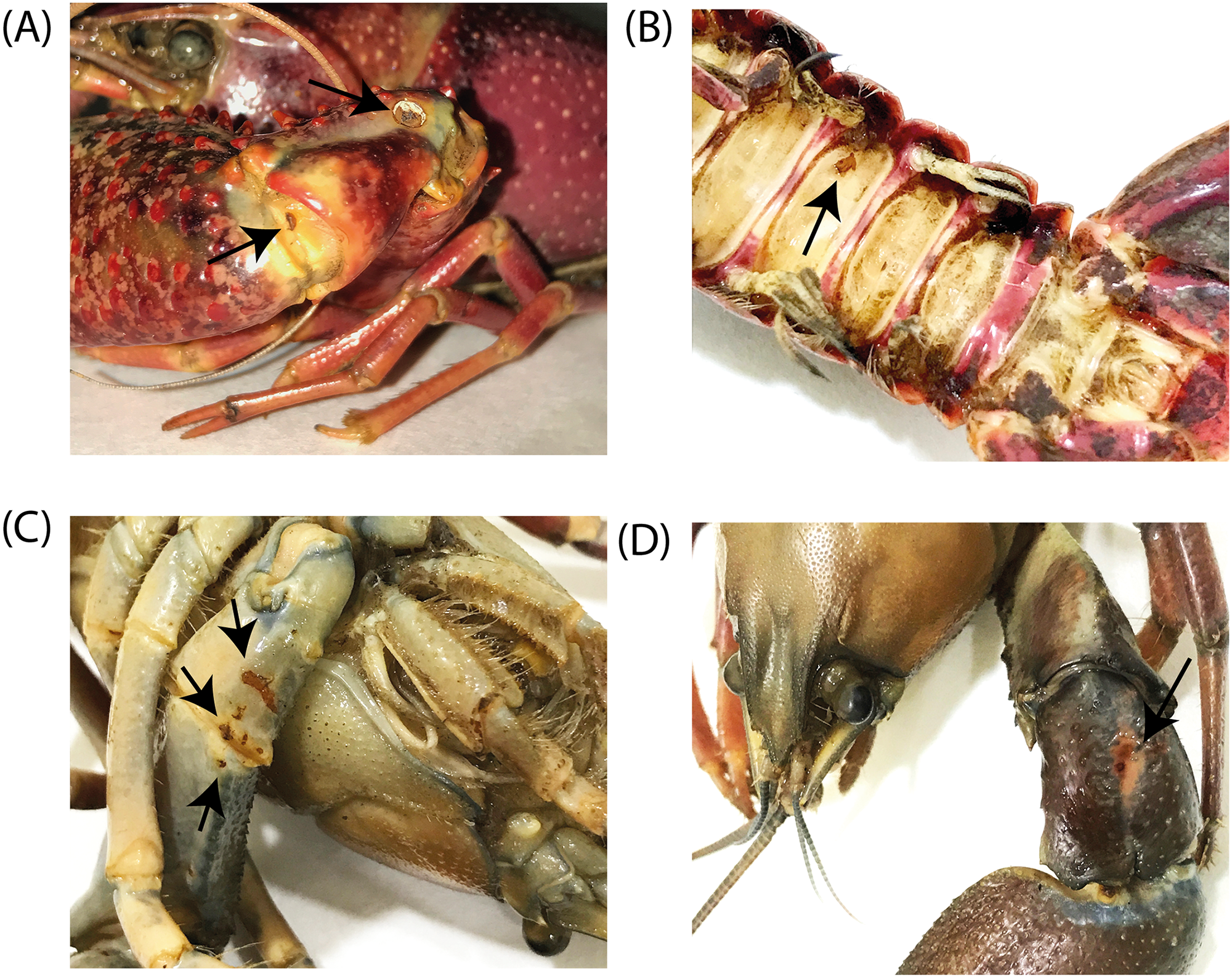
Rak zaatakowany dżumą raczą

Dżuma racza (Aphanomyces astaci) – choroba raków wywoływana przez protista należącego do typu lęgniowców. Jest śmiertelna dla rodzimych europejskich raków (raka szlachetnego i błotnego), natomiast gatunki introdukowane (rak pręgowaty i sygnałowy) są jej nosicielami.
Lęgniowiec osadza się na pancerzu raka, po czym jego strzępka wrasta do środka organizmu. Raki pręgowate i sygnałowe są nosicielami, ponieważ ich pancerz nie zostaje przebity. Objawami choroby jest postępujący paraliż, odrzucanie odnóży i wychodzenie na ląd. Może też być widoczna część strzępki. Nie jest znany żaden sposób leczenia.
Przybyła do Europy w 1860 roku w wodach balastowych statku płynącego z Ameryki Północnej do Włoch. Szybko rozpowszechniła się w Europie. Poniżej są przedstawione lata stwierdzenia choroby u raków w różnych państwach:
- 1890 – Rosja
- 1893 – Finlandia
- 1907 – Szwecja
- 1958 – Hiszpania
- 1971 – Norwegia
- 1975 – Francja
- 1980 – Niemcy
- 1981 – Wielka Brytania
- 1982 – Grecja
- 1984 – Turcja
- 1987 – Irlandia

Choroba spowodowała masowe śnięcia raków w Europie. W celu zastąpienia rodzimych gatunków raków sprowadzono w latach 50. i 60. z Ameryki Północnej raka pręgowatego i sygnałowego. Te introdukcje, w większości przeprowadzane przez prywatnych hodowców, spowodowały rozpowszechnienie się choroby, ponieważ amerykańskie raki są jej nosicielami. W ten sposób dżuma racza dotarła do Wielkiej Brytanii i Irlandii. Ostatnio jednak udało się przeprowadzić pewne obiecujące próby odtworzenia populacji rodzimych gatunków w Norwegii.